# Feldbahnen der Nákó-Gutshöfe
| Kopfbahnhof Streckenanfang (Strecke außer Betrieb)            |  | Keglewitscher „Mayerhof“             | Keglewitscher „Mayerhof“             |
| Haltepunkt / Haltestelle Streckenende (Strecke außer Betrieb) |  | Tschanader „Zveti“ Nagy-Csanádimajor | Tschanader „Zveti“ Nagy-Csanádimajor |

| Kopfbahnhof Streckenanfang (Strecke außer Betrieb)            |  | „Eszter“ Nagy-Bertamajor | „Eszter“ Nagy-Bertamajor |
| Haltepunkt / Haltestelle Streckenende (Strecke außer Betrieb) |  | Nero                     | Nero                     |
| Kopfbahnhof Streckenanfang                                    |  | Normalspur-Bahnhof Nero  | Normalspur-Bahnhof Nero  |

| Kopfbahnhof Streckenanfang (Strecke außer Betrieb)            |  | Porgau               | Porgau               |
| Haltepunkt / Haltestelle Streckenende (Strecke außer Betrieb) |  | Straße nach Tschanad | Straße nach Tschanad |

Die Feldbahnen der Nákó-Gutshöfe waren drei Schmalspur-Feldbahnen im Raum Porgau–Tschanad–Keglewitschhausen–Nero (rumänisch Pordeanu–Cenad–Cheglevici–Nerău) im Kreis Timiș, in der Region Banat, im Südwesten Rumäniens.

## Geschichte
Die Brüder Christoph und Cyrill Nákó erwarben 1782 von der Wiener Hofkammer ausgedehnte Weideflächen und Ländereien in der Umgebung des damaligen Szerb-Szentmiklós (dt. Serbisch-Sanktnikolaus, heute rumänisch Sânnicolau Mare) als Viehweiden und zum Anbau von Nutzpflanzen wie Zuckerrüben, Hanf, Tabak, Baumwolle und Heilkräutern.

## Keglewitscher Feldbahn

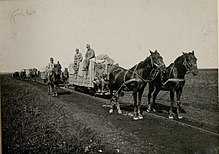
Lori-Gespann zwischen Keglewitsch und „Zveti“ bei Tschanad

Eine Nachfahrin der Gebrüder Nákó verlegte eine Decauville-Bahn vom Keglewitscher „Mayerhof“ in Keglewitschhausen neben der befestigten Landstraße zum „Mayerhof“ bei Tschanad (Nagy-Csanádimajor).
Die Bahn wurde umgangssprachlich Lóré oder Lori genannt, wohl eine Transkription des englischen Worts Lowry für Lore. Eine Fahrt zum Endbahnhof hieß umgangssprachlich „bis zum Zveti!“ oder „bis zum Zvetko!“, weil sie zum Hof des serbischen Bauern Milivoi Zvetkov aus Tschanad führte. Sein Hof lag bei Gyulamajor, der späteren landwirtschaftlichen Versuchsstation „Sămânţa“ (deutsch „Saatgut“) bei Tschanad.
Die Decauville-Bahn führte zu allen wesentlichen Einrichtungen des Gutshofs bei Tschanad. Das gesamte Netzwerk war 30 km lang. Die Gleise waren sehr wartungsarm, da sie mit Sandstein geschottert waren. Die Decauville-Bahn verband die  Wiesen und Felder mit dem Stall, dem Futterdepot, der Molkerei und der Hanfverarbeitungsanlage.
Bei Bedarf gab es auch Personenverkehr auf der Feldbahn: Besucher und insbesondere die Studenten der landwirtschaftlichen Hochschule in Herestrău konnten ihre Reise auf acht Decauville-Wagen fortsetzen, die wie bei einer Straßenbahn mit bequemem Sitzbänken und einem Sonnenschutzdach ausgestattet waren und von einem Maultier gezogen wurden.
Die Bahn ging in den Besitz von Prodaliment über und später, in den 1960er Jahren, in den des landwirtschaftlichen Haushalts der Region Cenad. Bis 1962 wurde sie zum Transport von Steinen genutzt, während Futter bereits auf der Straße transportiert wurde. Anschließend wurde sie stillgelegt und abgebaut.

## Eszter-Feldbahn
Eine zweite Feldbahn wurde umgangssprachlich Neroer „Eszter-Lori“ genannt. Sie führte vom Mustergut „Eszter“ (Esztermajor oder Nagy-Bertamajor) bei Nero über die Nero–Großsanktnikolauser Landstraße, umrundete im Norden den rumänisch bewohnten Ortsteil samt orthodoxem Friedhof von Nero, verlief dann in westliche Richtung, bog um den deutschen Ortsteil und dessen Friedhof nach Süden ab und endete am Bahnhof von Nero.

## Pordeanu-Feldbahn

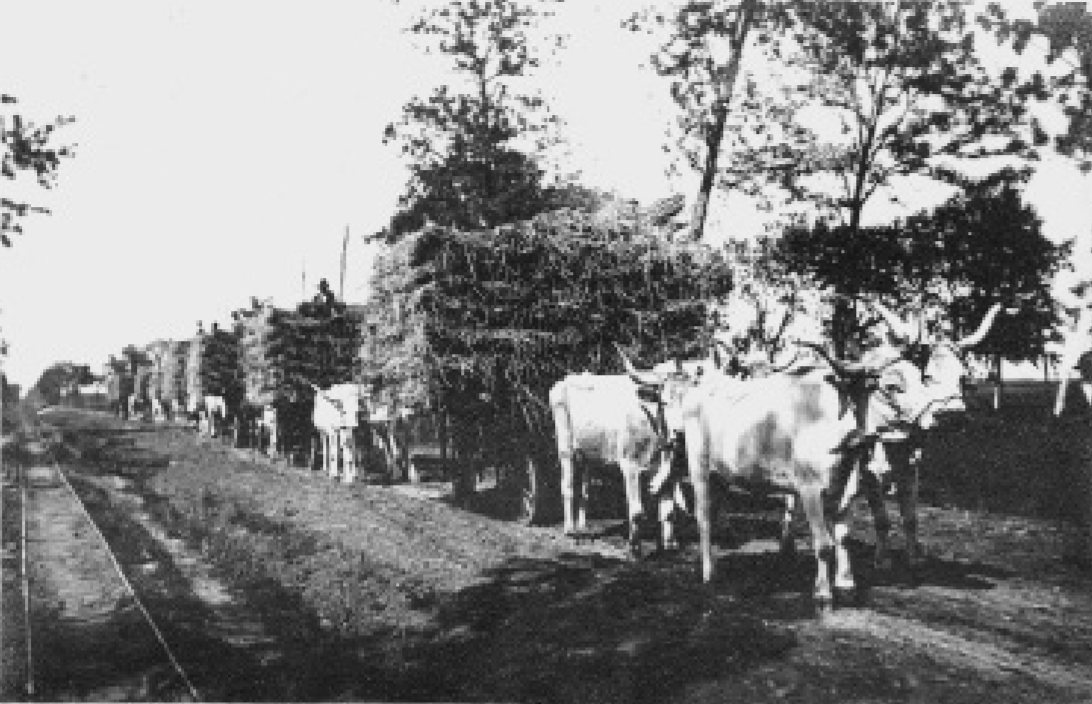
Hanf-Transport zur Pordeanu-Fabrik entlang der Feldbahngleise, 1940

Eine weitere Strecke führte von Pordeanu zur Straße nach Tschanad. Auf einem Feldweg entlang der Feldbahngleise wurde in den 1940er Jahren Hanf zur Hanfverarbeitungsanlage in Pordeanu transportiert.